# 杜爾貝市鎮
杜爾貝市鎮，曾是拉脫維亞的一個市鎮，設立於2000年，位於該國西部。人口3401人，面積320.7平方公里，人口密度約11人/km2。
2021年7月1日，杜爾貝市鎮与其它市镇一起合并为南库尔泽梅市镇。